# The Solution to the Mystery
The Solution to the Mystery é um curta-metragem de drama mudo produzido nos Estados Unidos e lançado em 1915.